# Рой Херман
Рой Херман (на иврит: רועי הרמן) е израелски футболист, който играе на поста десен бек. Състезател на Ботев (Пловдив).

## Кариера
Херман е юноша на Апоел (Раанана).
На 26 август 2021 г. Рой е пратен под наем в Бейтар Йерусалим. Дебютира на 29 август при загубата с 0:2 като домакин на Апоел (Беер Шева).

### Ботев Пловдив
На 8 юни 2022 г. Херман подписва с Ботев (Пловдив). Прави дебюта си на 13 август при равенството 1:1 като гост на Берое.